# أي هارت راديو
أي هارت راديو هي خدمة بث راديو وبودكاست مملوكة من قبل شركة أي هارت ميديا.

## وصلات خارجية
- الموقع الرسمي